# TI-80
La TI-80 est une calculatrice graphique programmable commercialisée par Texas Instruments.
Elle a commencé sa commercialisation en 1995.
Sortie environ en 1995, elle était conçue comme une version moins puissante de la TI-81 et possédant un écran plus petit, de 48 sur 64 pixels, pour être vendue à un prix concurrentiel. Elle corrigeait cependant quelques défauts de la précédente, comme l'utilisation de listes et les tableaux de valeurs d'une fonction.
Toutefois, comme la TI-81 elle était dépourvue de capacités de communication, ce qui limitait rapidement toute tentative de développement. Curieusement, les modèles ViewScreen (connectables à une tablette de rétroprojection) disposaient quand-même d'une prise mini-jack. Ce connecteur était destiné à pouvoir faire des captures d'écran depuis un ordinateur, avec un logiciel TI-Graph Link spécifique fourni avec la calculatrice. Sur les modèles standard, le connecteur mini-jack ainsi que ses puces électroniques associées ne sont pas soudés sur la carte mère, mais les pistes du circuit sont bien présentes.
Elle n'est plus vendue, remplacée dans certains pays par la TI-73 puis par la TI-73 Explorer. En France, lors de sa disparition, le modèle de base de la gamme graphique de Texas Instruments fut la TI-82.